# Champmêlé
Pour les articles homonymes, voir Champmêlé (homonymie).
Jean-François Cussy, dit Champmêlé, est un comédien et directeur de théâtre français né à Secqueville-en-Bessin (Calvados) le 28 octobre 1745 et mort à Bruxelles le 9 juillet 1806.
Avocat au Parlement de Paris, il semble être entré dans la carrière théâtrale en Normandie à l'approche de la trentaine, dirigeant probablement une petite troupe itinérante. Il joue en tous cas à Calais en 1774, puis on le retrouve à Bordeaux en 1782. Il débute ensuite à la Comédie-Française le 7 septembre 1785 dans Le Cid de Corneille et n'est vraisemblablement pas reçu.
Engagé au Théâtre de la Monnaie de Bruxelles pour la saison 1786-1787, il joue les rois et les pères nobles. En 1789, il épouse une Bruxelloise qui n'appartient pas au milieu du théâtre.
Appelé au Théâtre-Italien de Paris, il y débute le 25 octobre 1791 dans La Fausse Magie de Marmontel et Grétry, et dans Blaise et Babet de Monvel et Dezède.
Champmêlé dirige ensuite le Théâtre de la Monnaie en 1794-1795, puis en 1798-1799 en association avec Marc d'Oberny. Il restera acteur jusqu'à sa mort, à la plus grande satisfaction du public qui l'appréciait beaucoup.